# TOTALFAT
TOTALFAT（トータルファット）は、日本のメロディック・ハードコア・バンド。1999年結成。RX-RECORDS所属。

## メンバー
- Jose（ホセ、1983年7月11日 - ） / ボーカル・ギター(レフトギター)、東京都出身。
- Shun（シュン、1984年2月27日 - ） / ボーカル・ベース、埼玉県出身。
- Bunta（ブンタ、1983年11月24日 - ） /  ドラム・コーラス、京都府出身。

## 過去のメンバー
- Kuboty（クボティ　2019年10月22日、新木場スタジオコーストでのラストライブをもって脱退） / ギター・コーラス
- Toshi（2000年秋脱退） / ギター
- Yasushi（2000年秋 - 2004年5月、2004年9月 - 2005年離脱） / ギター

## 略歴
- 1999年
  - バンド結成。
- 2000年
  - Shun、Bunta、JoseによりNOFXのコピーバンドを八王子にて結成、初ライブ。
  - その後、Yasushiがギタリストとして加入。
- 2002年
  - LOWBROWと自主制作アルバムを1000枚限定でリリース。
  - 春に全国20ヶ所の初ツアーを行い、同年冬にはMILK ROBBERと全国30ヶ所のツアーも行った。
- 2003年
  - STEREO VISIONと全国30ヶ所のツアーを行う。同年11月、1stアルバム『End of Introduction』をリリース。
  - 12月には渋谷タワーレコードB1ステージにてインストア・ワンマンライブを行う。
- 2004年
  - Kubotyが正式メンバーとして加入。
- 2010年
  - バンド結成10周年に合わせて記念ライブ「10 YEARS / 4SHOWS」を開催。
- 2015年
  - 7月、7枚目となるオリジナルアルバム『COME TOGETHER, SING WITH US』をリリース。それに伴って全国ツアーを行う。
- 2016年
  - PUNKSPRING2016にヘッドライナーとしての出演が決定。同フェスで日本のバンドがヘッドライナーを務めるのは初のこと。

## ディスコグラフィー

### 配信限定シングル
| 発売日         | タイトル                                            |
| -------------- | --------------------------------------------------- |
| 2018年4月6日   | Phoenix                                             |
| 2018年7月27日  | Seeds of Awakening                                  |
| 2018年9月21日  | Visible                                             |
| 2019年10月23日 | Give It All                                         |
| 2019年11月20日 | ALL AGES (Worth a Life)                             |
| 2020年3月25日  | Smile Baby Smile                                    |
| 2020年5月20日  | 夜明け待つ                                          |
| 2020年11月25日 | SCREAM ON THE BOARD！！                             |
| 2021年2月5日   | Better Luck with GOOD4NOTHING, HOTSQUALL, locofrank |
| 2021年8月20日  | WE RUN ON FAITH / TOTALFAT×BIGMAMA                  |

### 配信限定EP
| 発売日        | タイトル           |
| ------------- | ------------------ |
| 2020年8月21日 | WILL KEEP MARCHING |
| 2022年5月13日 | BAND FOR HAPPY     |
| 2023年9月1日  | A YEAR OF STRENGTH |

### 楽曲提供
- 私立恵比寿中学「HOT UP!!!」（作詞・作曲：Jose）
- LiSA「Sailor Spark Operation!」（作曲：Jose）
- 遠藤正明「FIRST COMES ROCK」（作曲：Jose）
- B.O.L.T
  - 「Don't Blink」（作詞・作曲：Jose、編曲：TOTALFAT） - BSテレ東テレビドラマ「どんぶり委員長」主題歌
  - 「Yummy!」（作詞・作曲：SHUN、編曲：TOTALFAT）

## タイアップ
| 曲名                          | タイアップ                                                     |
| ----------------------------- | -------------------------------------------------------------- |
| World of Glory with JOE INOUE | アーク・クエスト「コラントッテ」CMソング                       |
| Place to Try                  | テレビ東京系アニメ「NARUTO -ナルト- 疾風伝」エンディングテーマ |
| Good Bye,Good Luck            | テレビ東京系アニメ「NARUTO -ナルト- 少年篇」オープニングテーマ |
| Phoenix                       | テレビ埼玉「REDS TV GGR」エンディングテーマ                    |

## 主なライブ

### 主催イベント「PUNISHER'S NIGHT」
- 2009年01月28日 - TOTALFAT presents PUNISHER'S NIGHT 2009
w/GLORY HILL / BEAT CRUSADERS
- 2010年01月30日 - TOTALFAT presents PUNISHER'S NIGHT 2010
w/knotlamp / FRONTIER BACKYARD
- 2011年01月29日 - TOTALFAT presents PUNISHER'S NIGHT 2011
w/難波章浩 -AKIHIRO NAMBA- / HEY-SMITH
- 2012年01月29日 - TOTALFAT presents PUNISHER'S NIGHT 2012
w/MONGOL800 / STOMPIN'BIRD
- 2013年01月12日・01月27日 - TOTALFAT presents PUNISHER'S NIGHT 2013
w/ORANGE RANGE / But by Fall / ROTTENGRAFFTY / FEELFLIP
- 2014年01月31日・02月01日・11日 - TOTALFAT presents PUNISHER'S NIGHT 2014
w/HEY-SMITH / ［Champagne］ / dustbox / KNOCK OUT MONKEY
- 2015年01月17日・18日・02月01日 - TOTALFAT presents PUNISHER'S NIGHT 2015
w/BIGMAMA / UVERworld / Fear, and Loathing in Las Vegas / 04 Limited Sazabys / ROTTENGRAFFTY
- 2016年01月21日・23日・24日 - TOTALFAT presents PUNISHER'S NIGHT 2016
渋谷CLUB QUATTRO w/ SPYAIR / But by Fall
梅田CLUB QUATTRO w/ サンボマスター / SWANKY DANK
名古屋CLUB QUATTRO w/ キュウソネコカミ / SUNSET BUS
- 2017年01月25日・28日・29日 - TOTALFAT presents PUNISHER'S NIGHT 2017
渋谷CLUB QUATTRO w/175R / ENTH
名古屋CLUB QUATTRO w/ GOOD 4 NOTHING / ヒステリックパニック
梅田CLUB QUATTRO w/ SUPER BEAVER / SHE'S
- 2018年01月20日・21日・24日 - TOTALFAT presents PUNISHER'S NIGHT 2018
w/dustbox / Northern19
- 2019年01月23日・26日・27日 - TOTALFAT presents PUNISHER'S NIGHT 2019
w/ROTTENGRAFFTY / SHADOWS
- 2020年01月23日・25日・26日 - TOTALFAT presents PUNISHER'S NIGHT 2020
後日解禁